# Benjamin Galstian
Benjamin Galstian (11 januari 1985) is een Armeens schaker. Hij is sinds 2005 een internationaal meester (IM). 
In april / mei 2005 speelde hij mee in het toernooi om het kampioenschap van Armenië en eindigde hij met 5.5 punt op de achtste plaats. In januari 2006 won hij het 14e Fajr Open toernooi.

## Externe koppelingen
- (en)   Informatie over schaakpartijen van Benjamin Galstian op ChessGames.com
- (en)   Informatie over schaakpartijen van Benjamin Galstian op 365chess.com
- (en)  FIDE-ratinggegevens voor Benjamin Galstian